# Pocoyó
Pocoyó és una sèrie de dibuixos animats espanyola que ha estat premiada internacionalment. La sèrie va ser creada per David Cantolla, Luis Gallego i Guillermo García Carsi. S'ha emès per La 2 de TVE i altres cadenes arreu del món. Està produïda per Zinkia Entertaiment i distribuïda per ITV Global. Consta de quatre temporades de 52 episodis cada una, d'uns 7 minuts de duració, dos curtmetratges, tres videojocs i múltiples capítols i curts a Youtube.
El món de Pocoyó és un escenari 3D, amb un pla blanc i sense fons de colors. Fins a la 3a temporada, la sèrie va ser creada amb el programari Softimatge XSI, però a partir de la 4a es va canviar a Autodesk Maya.
La qualitat tècnica a l'elaboració de cada capítol, junt amb els arguments originals creats pel director Guillermo García Carsí, els guions (realitzats als Estats Units), la sonorització i les animacions cuidades al detall, han fet de Pocoyó un producte de qualitat que ha triomfat a països com el Regne Unit, el Canadà, el Japó, Nova Zelanda i Austràlia abans d'arribar a les pantalles espanyoles. La primera temporada va tenir un pressupost superior als 5 milions d'euros.
El desembre de 2008 es va estrenar la primera pel·lícula de Pocoyó, titulada Pocoyó y el circo espacial ('Pocoyó i el circ espacial'), de 24 minuts. Va ser editada en DVD.
La sèrie ha sigut emesa el 2013 per Andorra Televisió amb subtítols en català en l'espai Piolet, que és el programa infantil del canal, per tal que els nens aprenguin anglès.

## Sinopsi
La sèrie Pocoyó explica les aventures d'un nen en edat preescolar anomenat Pocoyó el qual està descobrint el món i hi interacciona. A més, no està sol. L'acompanyen els seus amics, Pato, Elly, Pajoroto i el seu animal de companyia Loula. A cada capítol, ens introdueix les escenes i ens acompanya una veu en off. A la versió espanyola hi posa la veu José Maria del Río, a la versió mexicana (que s'emet a Llatinoamèrica), Adal Ramones, i a la versió en anglès l'actor i còmic Stephen Fry.